# Marie-Dominique Chenu
Marie-Dominique Chenu OP (* 10. Januar 1895 in Soisy-sur-Seine; † 11. Februar 1990 in Paris; gebürtig Marcel Chenu) war ein französischer katholischer Theologe.
Chenu gehörte mit Yves Congar, Jean Daniélou und Henri de Lubac zu den Hauptvertretern der Nouvelle Théologie.

## Leben
Chenu war von 1920 bis 1942 Professor für die Geschichte der christlichen Lehre an der Ordenshochschule Le Saulchoir der dominikanischen Ordensprovinz Frankreich (bis 1939 im belgischen Kain bei Tournai und dann an ihrem neuen Standort in Étiolles bei Paris). Nachdem 1942 sein Buch Une école de théologie: Le Saulchoir, in dem er 1937 seine Vorstellungen über die Erneuerung der Theologie veröffentlicht hatte, auf den Index gekommen war, hatte er Lehrverbot an der Ordenshochschule und wurde als Rektor abgesetzt. Chenu lehrte danach ab 1947 an der Sorbonne und ab 1953 am Institut Catholique in Paris mittelalterliche Geschichte.
1930 gründete er zusammen mit Étienne Gilson das Institut für mittelalterliche Studien in Ottawa. Auch wegen seines Einsatzes für die Arbeiterpriester musste er vom Vatikan 1954 Sanktionen erleiden und wohnte anschließend bis 1963 in Rouen.
Beim Zweiten Vatikanischen Konzil war Chenu zwar kein offizieller Peritus, jedoch als Konzilsberater von Claude Rolland, Bischof von Antsirabé, an zahlreichen Debatten beim Konzil beteiligt. Ihm sind wichtige Vorarbeiten und Entwürfe für Gaudium et spes, die Pastoralkonstitution über die Kirche in der Welt von heute, zu verdanken.
Duval würdigt ihn im Lexikon für Theologie und Kirche als „feinfühlig für das Neue in den Unterweisungen Johannes’ XXIII. und Pauls VI.“ und bezeichnet ihn als wachsamen Beobachter „der gesellschaftlichen Vorgänge in der modernen Welt.“

## Würdigende Anerkennung
Die Vereinigung „ESPACES – Spiritualität, Kulturen und Gesellschaft in Europa“ der Dominikaner unterhält seit 2000 in Berlin, in der Schwedter Straße, das Institut M.-Dominique Chenu als philosophisch-theologisches Forschungszentrum und gibt dort unter anderem in der Reihe Collection Chenu Schriften von und über Chenu heraus. 2004 wurde Chenu posthum die Ehrendoktorwürde der Theologischen Fakultät der Universität Tübingen verliehen, nachdem er sie in den 1940er Jahren abgelehnt hatte, damit die Tübinger Fakultät keine Schwierigkeiten mit dem Vatikan bekommen sollte.

## Schriften
- La théologie comme science au XIIIe siècle. 1927
- Une école de théologie: Le Saulchoir. 1937 (dt.: Le Saulchoir: eine Schule der Theologie. Berlin 2003 ISBN 3-87554-365-3)
- Introduction à l’étude de saint Thomas d’Aquin. 1954 (dt.: Das Werk des hl. Thomas von Aquin. 1960; Neudruck 1982 ISBN 3-222-11386-6)
- S. Thomas d’Aquin et la théologie. 1959 (dt.: Thomas von Aquin / mit Selbstzeugnissen und Bilddokumenten. Rowohlt: Reinbek 92001 ISBN 3-499-50045-0)